# ایالت ایماتونگ
ایالت ایماتونگ (به لاتین: Imatong State) یک منطقهٔ مسکونی در سودان جنوبی است که در Torit واقع شده‌است. ایالت ایماتونگ ۵۹۸٬۱۹۰ نفر جمعیت دارد.